# Jay Mortenson
Jay Paul Mortenson (Estados Unidos, 26 de septiembre de 1966) es un nadador retirado especialista en estilo libre. Fue olímpico en los Juegos Olímpicos de Seúl 1988 donde consiguió una medalla de oro en la prueba de 4x200 metros libres nadando las series eliminatorias.

## Palmarés internacional
| Juegos Olímpicos | Juegos Olímpicos      | Juegos Olímpicos | Juegos Olímpicos |
| Año              | Lugar                 | Medalla          | Prueba           |
| ---------------- | --------------------- | ---------------- | ---------------- |
| 1988             | Seúl ( Corea del Sur) | Medalla de oro   | 4x200 m libres   |